# Novopaixkóvskaia
Novopaixkóvskaia - Новопашковская (rus) - és una stanitsa del krai de Krasnodar, a Rússia. Es troba a la vora del riu Grúzskaia, a 12 km al nord-est de Krílovskaia i a 173 km al nord-est de Krasnodar, la capital.
Pertanyen a aquest municipi les poblacions de Lobova Balka, Tverskoi i Grúzskoie.